# 스티글러의 명명법칙
스티글러의 명명법칙은 시카고 대학교의 통계학 교수 스티븐 스티글러가 1980년 발표한 〈스티글러의 명명법칙(Stigler’s law of eponymy)〉에서 제안한 과학상의 발견의 명명에 대한 법칙이다. 스티글러의 1999년 저서 《탁자 위의 통계학: 통계학적 개념과 방법의 역사(Statistics on the Table: The History of Statistical Concepts and Methods)》에 소개되면서 유명해졌다.
스티글러의 명명법칙을 가장 단순하고 강력한 명제로 나타내면 ‘어느 과학상의 발견도 그 원래의 발견자의 이름을 따서 명명되지 않는다.’가 된다. 문헌학에서는 ‘더 작은 쪽으로 공을 돌리기 법칙(Rule of the Lesser Attribution)’으로 알려져 있다. 역사적인 호평과 명성은 고르지 않게 배분된다는 것이다. 과학상의 관찰과 결과는 흔히 눈에 잘 뜨이고 지위가 높은 이들과 연관지어지기 십상이고 첫 발견이 있은 지 오랜 후에 명명되기 일쑤이다.
가우스 분포, 핼리 혜성, 플랑크 상수의 경우와 같이 특별히 중요성을 가지는 과학상의 발견은 사람의 이름을 딸 때가 많다. 그러나 과학사학자들은 이렇게 특정한 관찰, 이론, 결과 등에 연관되는 사람은 원발견자가 아닌 경우가 많다는 것을 특기한다. 스티븐 스티글러도 통계학의 역사를 연구하면서 스티글러의 명명법칙을 제안하게 된 것이다.
스티글러는 스티글러의 명명법칙을 발견한 것을 로버트 K. 머턴의 공으로 돌린다. 마태 효과도 참조하라.

## 같이 보기
- 마태 효과
- 마틸다 효과